# Rorcal
Rorcal est un groupe de black metal, doom metal et drone metal suisse, originaire de Genève, en Romandie. En 2020, le quintet comptabilise treize sorties dont cinq albums studios et plus de trois cent concerts en Europe et Japon.

## Biographie

### Débuts (2006–2007)
Rorcal est formé en 2006 à Genève, et se fixe immédiatement comme but de produire les sons et ambiances les plus assommants possibles. Le premier effort studio du groupe paraît en 2006, un EP intitulé The Way au label Cal of Ror, et est rapidement suivi de deux albums collaboratifs : Ascension (Split W/ Kehlvin, Division Rec. 2007) et Monochrome /projet AV collaboratif, auto prod, 2007). Rorcal sort son véritable premier album en 2008 (Myrra, Mordynn, Marayaa, Thundering Rec.), caractérisé par une longueur et une lenteur oppressante.
The Way We Are, The Way We Were, The Way We Will Be est le premier EP du groupe, sorti chez Sigma Records, en 2007. Il se compose de trois morceaux et de deux interludes ambiants. La direction doom est déjà largement donnée, quoique passablement tempérée par des sonorité issues du post-hardcore. 

### Myrra, Mordvynn, Marayaa(2008–2009)
En 2008 sort l'EP Monochrome, un projet collaboratif audiovisuel institué par Rorcal en 2008. Monochrome rassemble, en plus du quintet, trois musiciens genevois ainsi qu’un cinéaste. Sur l’unique piste d’une demi-heure du disque, le doom/post-hardcore de Rorcal est augmenté de claviers, de saxophones et de voix féminines. Par ailleurs, un film illustrant la musique a été spécialement réalisé pour le projet. Sorti chez Division Record, également en 2008, l'EP Ascension est un album concept réalisé avec Kehlvin, groupe de post-hardcore basé à La Chaux-de-Fonds (Suisse). Afin de composer et enregistrer ce morceau doom/hardcore d’un peu plus d’une demi-heure, les deux quintets se sont reclus pendant cinq jours dans un studio des montagnes jurassiennes.
Premier album studio de Rorcal, Myra Mordvynn Marayaa sort en 2008 au label Thundering Records. Composé de huit morceaux et de trois interludes, ce disque montre le quintet sous un jour résolument plus doom. Bien que de rares éléments « post » viennent encore adoucir quelque peu la musique, Myra reste un bloc ayant respectivement bousculé, et est salué par la critique.

### Heliogabalus(2010–2012)
Après deux ans de composition et une cinquantaine de concerts en Europe, le groupe sort deuxième album, Heliogabalus, en septembre 2010, chez Cal of Ror et Division Records, composé d'un unique morceau de 70 minutes revisitant la vie de l’Empereur romain éponyme. Lors de la composition de celui-ci, le quintet genevois a pris le parti de pousser à l’extrême la lenteur et la profondeur de sa musique. À cet égard, cet album/expérimentation marque un véritable tournant dans leur musique. Composé d’une unique piste de 70 minutes, ce morceau fleuve voit le son du groupe poussé dans ses plus profonds retranchements. Au travers des différents plans et atmosphères composant la pièce, l’auditeur est invité à s’enfoncer avec les musiciens dans les méandres les plus reclus et les plus sombres du rock.
Comme fil conducteur de cette pièce, le groupe choisit la figure d’Héliogabale, empereur romain du IVe siècle, dont le règne reste dans l’histoire comme l’un des plus décadents de l’Empire. Selon les sources d’époque, Héliogabale, prêtre du soleil Syrien, adolescent monté sur le trône à la faveur de sanglantes intrigues de cour, bouleverse entièrement l’administration impériale, la remplaçant par les traditions sociopolitiques propres à la religion d’Émese, sa ville natale. Ainsi, pendant les quatre ans de son règne, les sénateurs sont remplacés par des femmes, la garde prétorienne par des danseurs, les conseillers par qui saura assouvir ses pulsions pédérastes et le christianisme par le rite païen et idolâtre dont Héliogabale est le prêtre tout-puissant.
Ce n’est pas tant la décadence incarnée par cette figure que la vertigineuse multiplicité des interprétations de ce personnage et de ses actes qui a retenu l’attention des membres du groupe. Si les sources d’époque y voient toutes l'un des pires intervenants de l’histoire romaine, d’autres auteurs y ont vu l'un des souverains les plus accomplis, en ce qu’il abaisse la gent dirigeante à un niveau plus bas que le peuple, brouillant ainsi les signaux conventionnels du pouvoir et créant de la sorte une anarchie profondément unitaire. Au travers de ces 70 minutes de musique, c’est donc la vie équivoque de cet empereur que Rorcal tente d'interpréter et d’illustrer.
Enregistré entre août et décembre 2009, entre le Wood Studio de Stéphane Kroug et le Yellow Recording de JP Schopfer, puis mixé/masterisé entre mars et mai 2010 par Raphaël Bovey au MyRoom Studio, Heliogabalus est le fruit d’un large travail coopératif ainsi que d'une grande réflexion au niveau du son. Organique et agressif à la fois, le résultat final allie puissance et spontanéité tout en gardant le charme particulier des vieilles autoproductions black metal du début des années 1990. La sortie d'Heliogabalus est prévue pour septembre 2010 en CD et en double LP. Tous deux sortiront sur Cal of Ror Records, seront distribués par Division Records et divers plateformes de mail-order. En outre, le packaging de l’objet, réalisé par Ayshe Kizilçay et Diogo Almeida, est le fruit d’une attention toute particulière. Le format ainsi que le contenu en seront bien particuliers : un livret cacheté contenant, en plus du disque et des crédits, une série de photos illustrant de manière contemporaine certains aspects du personnage d’Héliogabale.

### VilágvégeetCreon(depuis 2012)
En décembre 2012, le groupe publie deux nouvelles chansons sur sa page Bandcamp. En 2013, le groupe revient avec la sortie de son troisième album studio, Világvége, dont le titre signifie « fin du monde ». Il est annoncé pour le 28 février 2013 chez Cal of Ror Records en formats CD et vinyle. En février, Rorcal annonce le départ du chanteur Christophe, pour des « raisons personnelles ». Il sera remplacé par Yonni Chapatte. En septembre 2013, le groupe publie l'intégralité de sa discographie gratuitement. Ils tourneront également du 25 octobre au 23 novembre en Suisse, aux Pays-Bas, en Italie et en Autriche.
En février 2016, Rorcal révèle la sortie d'un quatrième album, intitulé Creon. L'album est annoncé en formats CD et vinyle pour le 25 mars 2016 aux labels Bleak Recordings (PT), GPS Prod (CH), Grains of Sand Records (RU), Halo of Flies Records (US), Lost Pilgrims Records (FR), Wolves And Vibrancy Records (ALL), Division Records (CH), Dullest Records (US), Longlegslongarms Records (JAP) et Unquiet Records (PL). Il comprend quatre chansons de plus de 11 minutes.

## Membres

### Membres actuels
- Bruno da Encarnação - basse (depuis 2006)
- Ron Lahyani - batterie (depuis 2006)
- Diogo Almeida - guitare (depuis 2006)
- JP Schopfer - guitare (depuis 2006)
- Yonni Chapatte - chant (depuis 2013)

### Ancien membre
- Junior - chant (2006-2013)

## Discographie

### Albums studio
- 2008 : Myrra, Mordvynn, Marayaa
- 2010 : Heliogabalus
- 2013 : Világvége
- 2016 : Κρέων / Creon
- 2019 : Muladona

### EP et album live
- 2007 : The Way We Are, the Way We Were, the Way We Will Be... (EP)
- 2008 : Ascension (EP)
- 2008 : Monochrome (EP)
- 2011 : Prelude to Heliogabalus (EP)
- 2014 : Világvége - Live in Geneva (album live)
- 2015 : La Femme sans Tête (EP)

### Splits
- 2011 : Rorcal and Solar Flare
- 2012 : Profond Barathre / Rorcal / Malvoisie
- 2014 : Rorcal / Process of Guilt